# BASE24
BASE24 es una serie de aplicaciones desarrollada por ACI Worldwide, Inc. que da soporte a sistemas de pago usados por grandes instituciones financieras.

## BASE24-atm
BASE24-atm es un sistema de conmutación y procesamiento de EFT que proporciona el soporte y la administración para ATM incluyendo enrutamiento y autorización de transacciones, intercambio de datos electrónico, liquidación, reportes, control de red, y funcionalidad de tarjeta de valor almacenado.

## BASE24-eps
BASE24-eps, conocido anteriormente como BASE24-es, es un motor de pago usado por la industria de pagos financieros. Puede ser utilizado para adquirir, autenticar, enrutar, conmutar y autorizar transacciones financieras a través de canales múltiples.  Es soportado por plataformas mainframe como z/OS, HP NonStop (Tándem), UNIX (IBM pSeries, Sol Sparc) y Linux (x86_64).

## BASE24-infobase
BASE24-infobase se utiliza para recolectar transacciones ATM, incluyendo pagos EFT y distribución de datos operacionales, como actualizaciones de software automatizadas. Opera en HP NonStop y es capaz de recibir datos de una gama de ATMs.

## BASE24-pos
BASE24-pos es un sistema de conmutación y procesamiento de transacciones que proporciona el soporte y la administración para puntos de venta incluyendo enrutamiento y autorización de transacciones, intercambio de datos electrónico, liquidación, reportes, control de red, y funcionalidad de tarjeta de valor almacenado. Es soportado por servidores HP NonStop.